# هانيبال لافاييت جودوين
هانيبال لافاييت جودوين هو محامي وسياسي أمريكي، ولد في 3 نوفمبر 1873 في دون في الولايات المتحدة، وتوفي بنفس المكان في 9 يونيو 1929. نشط حزبياً في الحزب الديمقراطي. وقد انتخب عضو مجلس ولاية كارولاينا الشمالية ‏ وانتخب عضو مجلس النواب الأمريكي.